# Haxey
Haxey est un village et une paroisse civile du Lincolnshire, en Angleterre.

## Démographie
Au recensement de 2011, la paroisse civile de Haxey comptait 4 584 habitants.